# دریاچه کوریاکوفکا
دریاچه کوریاکوفکا (قزاقی: Коряковка) یک دریاچه در استان پاولودار کشور قزاقستان است.